# Alben W. Barkley
Alben William Barkley, född 24 november 1877 i Lowes, Graves County, Kentucky, död 30 april 1956 i Lexington, Virginia, var en amerikansk demokratisk politiker.
Han var majoritetsledare i USA:s senat från 1937 till 1947 och USA:s vicepresident från 1949 till 1953.

## Biografi
Barkley studerade vid Emory College och avlade juristexamen vid University of Virginia. Under studietiden ändrade han sina förnamn officiellt från Willie Alben till "Alben William". 1901 inledde han sin karriär som advokat i Paducah.
Han var ledamot av USA:s representanthus 1913-1927 för Kentuckys första distrikt. Därefter valdes han till USA:s senat. Under tiden i senaten 1927-1949 var han senatens majoritetsledare 1937-1947 och minoritetsledare 1947-1949.
Som ledare av USA:s senat var Barkley det självklara valet till Harry S. Trumans vicepresident 1949-1953. Han var 71 år gammal när han tillträdde som vicepresident, den äldste i historien. Då Truman valde att inte ställa upp sökte Barkley nomineringen som demokraternas presidentkandidat 1952 men misslyckades, istället valdes Adlai Stevenson II.
Han blev vald till senator på nytt 1954 och satt till sin död 1956, utan att vara demokraternas ledare den gången.
Han avled i en hjärtinfarkt medan han höll ett tal vid Washington and Lee University. Hans grav finns på Mount Kenton Cemetery nära Paducah.